# Оберн (Калифорния)
О́берн (англ. Auburn) — город в США в штате Калифорния, административный центр округа Пласер. Согласно переписи 2010 года, его население составляло 13330 человек. Город известен со времён Калифорнийской золотой лихорадки и включён в реестр исторических мест Калифорнии. Главная достопримечательность города — мост Форестхилл — самый высокий мост в мире с 1973 по 1977 год и самый высокий мост в Калифорнии с 1973 года по настоящее время.

## География и климат
Город имеет общую площадь 19 км², из которых 0,078 км² (0,38 %) составляют открытые водные пространства. К западу от города расположены невысокие холмы, пригодные для ведения сельского хозяйства.
Лето сухое и жаркое, зима прохладная и влажная. Максимальная средняя температура декабря составила 12,4 °C, минимальная — 3,1 °C. Максимальная средняя температура июля составила 33,2 °C, минимальная — 17,6 °C. Среднегодовое количество осадков составляет 910 мм.

## История
В древние времена на территории современного Оберна проживали индейские племена мартисов и нисенанов (последние основали на этом месте первое постоянное население).
Первое европейское поселение в этих местах — лагерь золотодобытчиков — было основано весной 1848 года французскими эмигрантами во время Калифорнийской золотой лихорадки. Название «Оберн» появилось в 1849 году, а в 1850 году население городка составило уже 1500 человек. В 1865 году города достигла линия железной дороги. В городе сохранилось большое количество зданий, построенных в середине XIX века.
В 1960 году в окрестностях города прошла Зимняя Олимпиада. С 1956 по 1960 годы в мэрии города хранился Олимпийский флаг.

## Население
По данным переписи 2010 года, население Оберна составило 13330 человек. Плотность населения составляла 718,2 чел./км². Расовый состав Оберна был следующим: белые — 11863 (89,0 %), афроамериканцы — 100 (0,8 %), индейцы — 129 (1 %), азиаты — 240 (1,8 %), уроженцы Гавайев и тихоокеанских островов — 9 (0,1 %), представители других рас — 405 (3 %), представители двух и более рас — 584 (4,4 %), латиноамериканцев (любой расы) — 1331 человек (10 %). В городе насчитывалось 5759 семей. Средний возраст жителя составлял 45,4 года.